# Sédeilles
Sédeilles es un pueblo en el Distrito de Payerne del Cantón de Vaud, Suiza. Anteriormente era un municipio independiente,  perdió su estatus el 1 de julio de 2006 cuando, junto con Rossens, se fusionó a Villarzel.
- Datos: Q389322